# Michał Chmara

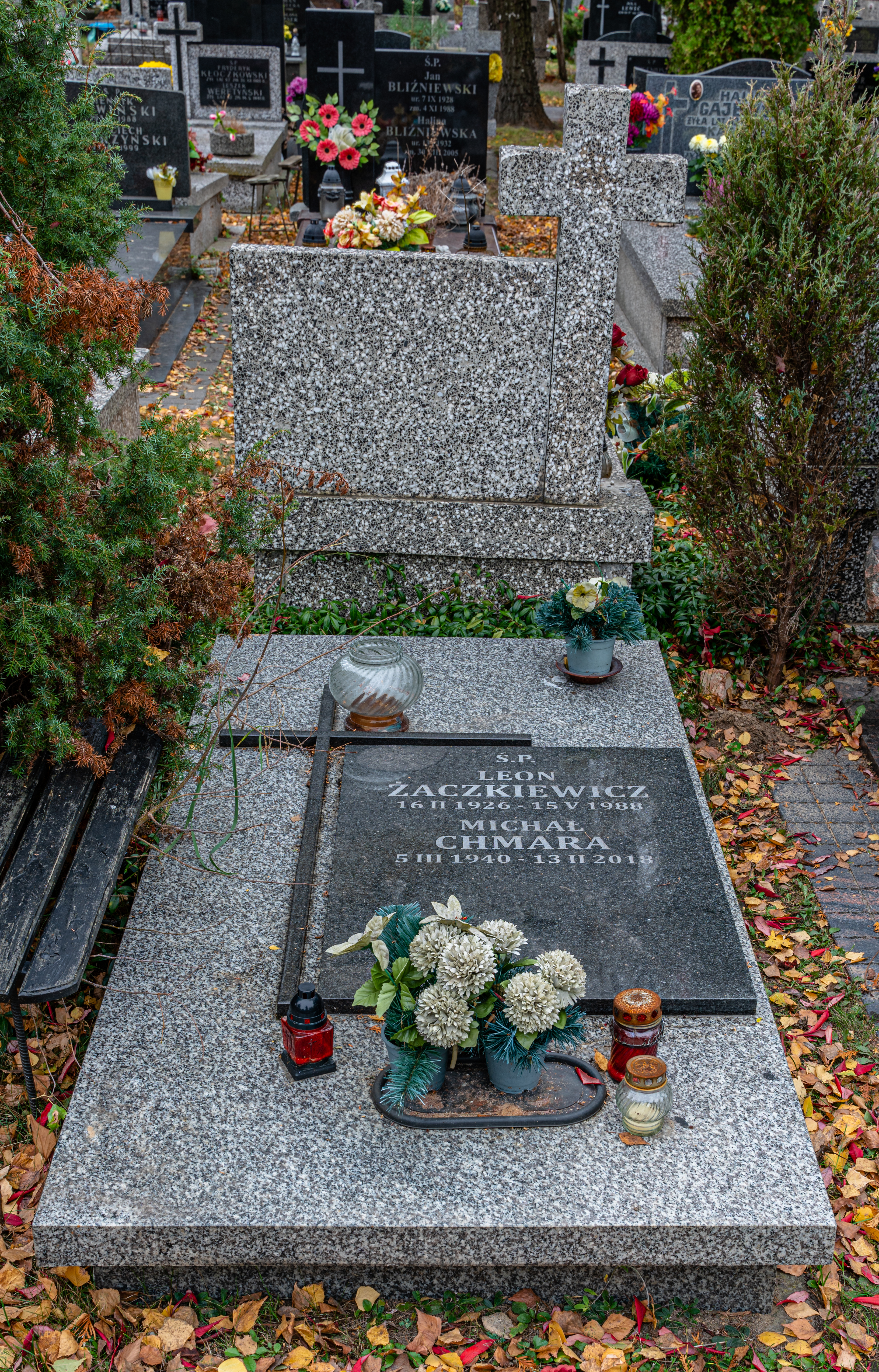
Grób Michała Chmary na cmentarzu komunalnym Północnym w Warszawie

 Michał Chmara (ur. 5 marca 1940 w Poznaniu, zm. 13 lutego 2018 w Brzeźnie) – polski socjolog, doktor habilitowany, pracownik naukowy Uniwersytetu im. Adama Mickiewicza w Poznaniu oraz Centrum Studiów Latynoamerykańskich UW (CESLA).

## Życiorys
Był absolwentem I Liceum Ogólnokształcącego im. Karola Marcinkowskiego w Poznaniu. W 1963 ukończył studia prawnicze na Uniwersytecie im. Adama Mickiewicza w Poznaniu, pracę magisterską napisał pod kierunkiem Zygmunta Ziembińskiego. Od 1964 pracował w Instytucie Socjologii UAM, w latach 1966-1968 prowadził badania na Universidad de Chile. W 1972 obronił pracę doktorską Struktura klasowo-warstwowa a ruch chrześcijańsko-demokratyczny w Chile, napisaną pod kierunkiem Władysława Markiewicza. W latach 1977–1979 odbył staż na Uniwersytecie w Guadalajarze. W 1978 opublikował książkę Klasy społeczne i partie polityczne Republiki Chile 1964-1973, za którą otrzymał Nagrodę im. Salvadora Allende, przyznaną przez tygodnik Polityka. W 1990 habilitował się na podstawie pracy Ideologia Rewolucji Kubańskiej 1959-1970. W 1994 mianowany profesorem nadzwyczajnym, od 1996 kierował Zakładem Socjologii Gospodarki i Struktury Społecznej, przekształconym następnie w Zakład Socjologii Ekonomicznej i Samorządu Terytorialnego, w latach 1999-2005 był wicedyrektorem Instytutu Socjologii ds. nauki. W 2010 otrzymał tytuł profesora-seniora UAM. W 2011 przeszedł na emeryturę.

## Publikacje książkowe
- Klasy społeczne i partie polityczne Republiki Chile 1964–1973, Państwowe Wydawnictwo Naukowe, Warszawa 1978.
- Ideologia rewolucji kubańskiej (1959–1970), Wydawnictwo UAM, Poznań 1991.